# نورمان ليسينج
نورمان ليسينج (بالإنجليزية: Norman Lessing)‏ هو لاعب شطرنج وكاتب سيناريو أمريكي، ولد في 24 يونيو 1911 في نيويورك في الولايات المتحدة، وتوفي في 22 أكتوبر 2001 في سانتا مونيكا في الولايات المتحدة بسبب مرض باركنسون.

## وصلات خارجية
- نورمان ليسينج على موقع مباريات الشطرنج (الإنجليزية)
- نورمان ليسينج على موقع الاتحاد الأمريكي للشطرنج (الإنجليزية)
- نورمان ليسينج على موقع IMDb (الإنجليزية)
- نورمان ليسينج على موقع أول موفي (الإنجليزية)
- نورمان ليسينج على موقع قاعدة بيانات برودواي على الإنترنت (الإنجليزية)
- نورمان ليسينج على موقع قاعدة بيانات الفيلم (الإنجليزية)